# Mexická fotbalová reprezentace do 20 let
Mexická fotbalová reprezentace do 20 let reprezentuje Mexiko na mezinárodních turnajích, jako je Mistrovství světa ve fotbale hráčů do 20 let.

## Mistrovství světa
| Rok    | Účast                                            | Soupisky |
| ------ | ------------------------------------------------ | -------- |
| 1977   | Stříbrná medaile                                 |          |
| 1979   | nepostoupili ze skupiny                          |          |
| 1981   | nepostoupili ze skupiny                          |          |
| 1983   | nepostoupili ze skupiny                          |          |
| 1985   | Vyřazení ve čtvrtfinále Nigérií                  |          |
| 1987   | nekvalifikovali se                               |          |
| 1989   | nekvalifikovali se                               |          |
| 1991   | Vyřazení ve čtvrtfinále Portugalskem             |          |
| 1993   | Vyřazení ve čtvrtfinále Anglií                   |          |
| 1995   | nekvalifikovali se                               |          |
| 1997   | Vyřazení v osmifinále Francií                    |          |
| 1999   | Vyřazení ve čtvrtfinále Japonskem                |          |
| 2001   | nekvalifikovali se                               |          |
| 2003   | nepostoupili ze skupiny                          |          |
| 2005   | nekvalifikovali se                               |          |
| 2007   | Vyřazení ve čtvrtfinále Argentinou               |          |
| 2009   | nekvalifikovali se                               |          |
| 2011   | Bronzová medaile                                 |          |
| 2013   | Vyřazení v osmifinále Španělskem                 |          |
| 2015   | nepostoupili ze skupiny                          |          |
| 2017   |                                                  |          |
| 2019   |                                                  |          |
| 2021   |                                                  |          |
| Celkem | účast – 14× zlato – 0×, stříbro – 1×, bronz – 1× |          |